# 福建陆军
福建陆军是中华民国初年福建省的地方军队，先后出现两次（1916年—1919年，1923年—1926年）。

## 第一次设立
民国二年（1913年）10月，李厚基率陆军第四师第七旅（辖步兵第五、第十四团）3385人走海路自马尾进入福建。第十四团驻防福州和闽北部分地区，后于民国五年（1916年）5月，加上李厚基招募的3000北方籍壮丁，扩充为福建陆军第一旅，旅长先后为贾文祥、姚建屏。民国六年（1917年）8月，护法战争前夕，福建陆军第一旅扩编为福建陆军第一师，姚建屏为师长，驻闽北各地。民国八年（1919年），李厚基怀疑姚建屏与王永泉勾结，撤销福建陆军第一师司令部，调姚建屏到福州任省防司令。

## 第二次设立
民国十二年（1923年），孙传芳任福建督理之初，就任命民军头目郭锦棠为福建陆军第一旅旅长，所部驻沙县、归化（今明溪）、永安三县。孙传芳入驻省城福州后，收编福建各地的杂牌军和民军。至民国十三年（1924年）6月，编成如下：任命李厚基旧部张毅为厦门镇守使兼福建陆军第一师师长，驻漳属八县；任命民军头目高义为福建陆军第二师师长，驻泉州、南安一带；任命李厚基旧部王献臣为福建陆军第三师师长，驻汀属八县；任命永春民军头目吴威为福建陆军第六旅旅长；任命德化、大田民军头目林怀瑜为第七旅旅长（该旅人数不足1000，不久并入吴威旅）；任命安溪民军头目陈国辉为福建陆军第八旅旅长；任命莆仙民军头目林寿国为福建陆军第一独立团团长，令其部移驻福州训练。
民国十三年（1924年）5月，周荫人接任福建督理后，增设福建陆军补充第一旅，约3000余人，旅长蒋启凤（原陆军第十二师第四十七团团长），驻防福州、惠安一带。除保留孙传芳治闽时已收编的福建陆军第一、二、三师（此时师长分别为张毅、高义、李凤翔），福建陆军第一、二、三、四、六、七、八旅（旅长分别为郭凤鸣、董胜标、尤赐福、陈国华、吴威、叶定国、陈国辉）外，周荫人还收编了1个旅、2个团：福建陆军第五旅，约3000余人（原为王永泉部之工兵教导团），旅长吴大洪，驻防涵江一带；福建陆军第一独立团，约1000余人，团长陈荣标，驻防尤溪口、樟湖坂一带；福建陆军第二独立团，约1000余人，团长周兆瑞。